# Ted Alevizos
Tehodore George Alevizos (Milwaukee, 7 febbraio 1926 – Las Vegas, 30 ottobre 2009) è stato un cantante statunitense.
Ha all'attivo un album inciso assieme a Joan Baez e Bill Wood nel 1959, Folksingers 'Round Harvard Square.